# Protestos antigovernamentais de 2007 em Myanmar

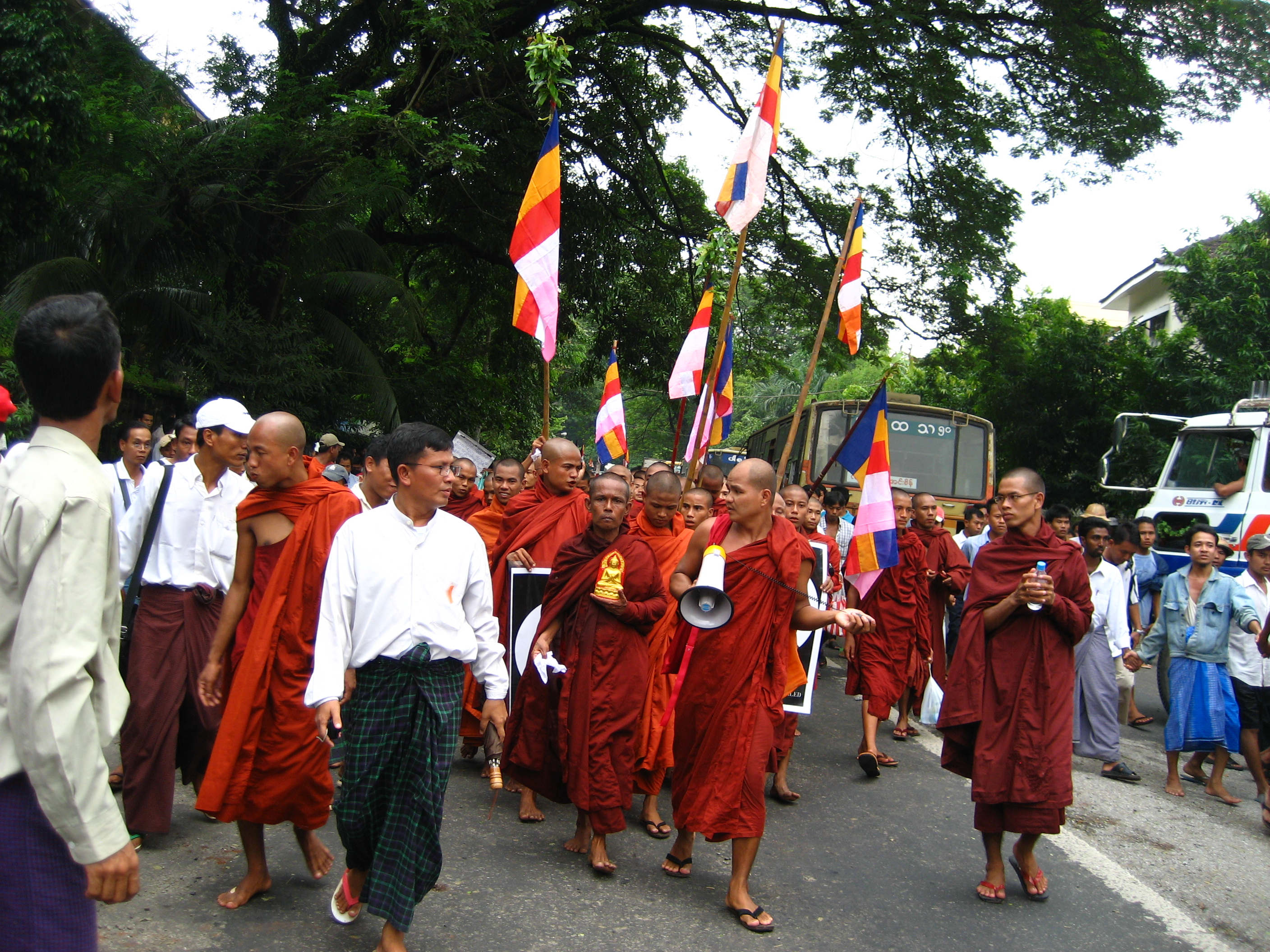
Protestos de monges budistas em Mianmar.

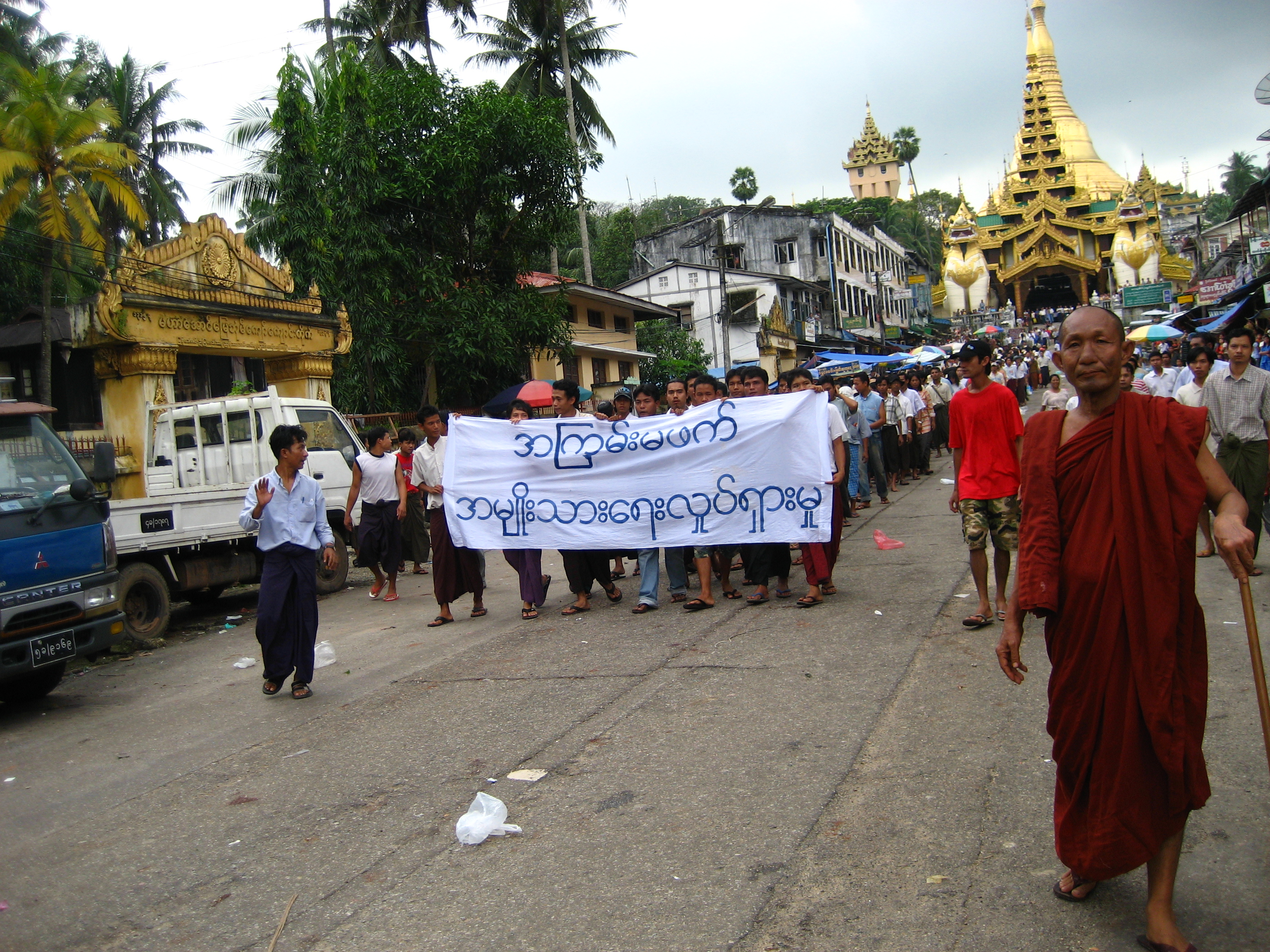
Protestos em Yangon.

Uma série de protestos antigovernamentais iniciou-se em Myanmar (antiga Birmânia) em 15 de agosto de 2007, por todo o país, contra a degradação da economia e a situação difícil. Devido a participação de inúmeros monges budistas com suas tradicionais vestes nas manifestações, alguns repórteres se referem aos protestos como "Revolução Açafrão". Mianmar, que é um dos mais pobres países asiáticos, cortou subsídios aos combustíveis, o que causou a paralisia do fraco sistema económico. A polícia reprime as manifestações pacíficas de maneira extremamente beligerante. Vários mortos e centenas de prisões é o saldo de uma das políticas mais repressivas dos últimos anos ao redor do mundo.

## Reações internacionais
Os Estados Unidos, a União Europeia e vários países da zona da ASEAN apressaram-se em condenar as ações do governo militar. Já a China pediu "calma" ao governo e aos manifestantes. O veto chinês impediu uma imediata condenação de Mianmar no Conselho de Segurança da ONU. Desde os anos 50 os EUA desejavam derrubar o regime do país como uma base política para derrubar o comunismo na China.